# Trest smrti na Grenadě
Trest smrti na Grenadě je legální forma trestu. Od roku 1978 však nebyla v zemi vykonána žádná poprava. Grenada je tak považována za abolicionistu v praxi. Ke 30. srpnu 2021 čekala v cele smrti jedna osoba. Dne 27. ledna 2020 země informovala OSN, že je de facto abolicionistickým státem s faktickým moratoriem od roku 1978 s tím, že v zemi nebudou vykonávány žádné popravy. Grenada v letech 2007, 2008, 2010, 2012, 2014, 2016, 2018 a 2020 hlasovala proti moratoriu OSN na trest smrti. Zároveň není Grenada ani signatářem Druhého opčního protokolu Mezinárodního paktu o občanských a politických právech.
Mezi lidmi odsouzenými na Grenadě k trestu smrti, který nebyl vykonán je i Hudson Austin či Bernard Coard.